# 路德FC
路德国际综合格斗锦标赛是一项韩国综合武术推广活动，于2010年正式推出。在2016年12月之前，Road FC在韩国，日本和中国这三个国家/地区举办了52场赛事。